# بی‌اودی (روانگردان)
بی.او.دی (به انگلیسی: (BOD (psychedelic) که ممکن است باد نیز تلفظ شود یک روان‌گردان با فرمول شیمیایی C۱۲H۱۹NO۳ است. که جرم مولی آن ۲۲۵٫۲۸ g/mol می‌باشد.